# Руска Волова
Руска Волова (слч. Ruská Volová) насељено је мјесто са административним статусом сеоске општине (слч. obec) у округу Сњина, у Прешовском крају, Словачка Република.

## Становништво
| Година:    | 1994. | 2004.    | 2014.    | 2024.    |
| ---------- | ----- | -------- | -------- | -------- |
| Број људи: | 162   | 129      | 103      | 74       |
| Разлика:   |       | -20,37 % | -20,15 % | -28,15 % |

| Година:    | 2023. | 2024.   |
| ---------- | ----- | ------- |
| Број људи: | 75    | 74      |
| Разлика:   |       | -1,33 % |

Према подацима о броју становника из 2024. године насеље је имало 74 становника.